# Anode Energie
Anode B.V. was een Nederlands nutsbedrijf dat elektriciteit en gas leverde aan particuliere en zakelijke klanten. Anode Energie was een 100% zelfstandige energieleverancier. Het hoofdkantoor van Anode Energie was gevestigd in Barendrecht.
Anode Energie werd opgericht in 2001 als Besloten Vennootschap (B.V). Het bedrijf heeft zich de eerste jaren van zijn bestaan vooral op de zakelijke markt gericht. Sinds 2006 levert Anode Energie ook aan particulieren aansluitingen.

Anode Energie werd op 3 december 2021 failliet verklaard door de rechtbank te Rotterdam